# 魏恩斯貝格山
48°22′59″N 15°1′59″E / 48.38306°N 15.03306°E
魏恩斯貝格山（德語：Weinsberg），是奧地利的山峰，位於該國東北部，由下奧地利州負責管轄，處於瓦爾德地區，距離大派爾施泰因山10公里，海拔高度1,041米。